# Marin Raïkov
Marin Raïkov Nikolov (en bulgare : Марин Райков Николов), né le 17 décembre 1960 à Washington, D.C., est un diplomate et homme d'État bulgare. Il est Premier ministre et ministre des Affaires étrangères du 13 mars au 29 mai 2013.

## Biographie
Il est ambassadeur en France de 2001 à 2005 et de 2010 à 2013.
Le 13 mars 2013, il devient Premier ministre par intérim, à la suite de la démission de Boïko Borissov.